# ألان ميلر (مدرب رياضي)
ألان ميلر (بالإنجليزية: Alan Miller)‏ هو مدرب رياضي أسترالي، ولد في 1 يونيو 1925 في كولاك في أستراليا، وتوفي في 9 سبتمبر 2000 في ملبورن في أستراليا.